# Valentin Boeboekin
Valentin Boeboekin (Russisch: Валенти́н Бори́сович Бубу́кин) (Moskou, 23 april 1933 - 30 oktober 2008) was een voetballer en trainer uit de Sovjet-Unie.

## Biografie
Boeboekin begon zijn carrière bij VVS Moskou en maakte in 1953 de overstap naar Lokomotiv, waarmee hij in 1957 de beker won en in 1959 vicekampioen mee werd. Na een seizoen bij CSKA keerde hij terug naar Lokomotiv.
Hij speelde 11 wedstrijden voor het nationale elftal en werd met zijn team de allereerste Europese kampioen. Hij zat in de selectie voor het WK 1958, maar kwam daar niet aan spelen toe. Hij maakte zijn debuut in 1959 in een vriendschappelijke wedstrijd tegen Tsjecho-Slowakije.